# Medalha do Serviço de Defesa Nacional
A Medalha do Serviço de Defesa Nacional ( NDSM ) é um prêmio de serviço das Forças Armadas dos Estados Unidos estabelecido pelo presidente Dwight D. Eisenhower em 1953. É concedido a todos os membros das Forças Armadas dos EUA que serviram durante qualquer um dos quatro períodos especificados de conflito armado ou emergência nacional de 27 de junho de 1950 a 31 de dezembro de 2022. O serviço de combate ou "no teatro" não é um requisito para o prêmio.

### Projeto
A Divisão Heráldica, Gabinete do Intendente Geral do Exército dos EUA foi solicitada a fornecer projetos para o NDSM. Um projeto desenvolvido por TH Jones foi submetido ao Chefe do Estado-Maior Assistente do Exército dos EUA (G1) em 26 de maio de 1953. Um comitê nomeado pelo Departamento de Defesa, que incluía representantes de todos os serviços, reuniu-se em 27 de maio de 1953 e 3 de junho de 1953 e selecionou o projeto de Jones para aprovação final. Uma águia segurando uma espada e um ramo de oliveira (no anverso), juntamente com o escudo do Brasão de Armas dos Estados Unidos (no reverso), foi usada para simbolizar a defesa dos Estados Unidos. A combinação de carvalho e folhas de palmeira ao redor do escudo significa força e preparação.

## Períodos de elegibilidade
A Medalha do Serviço de Defesa Nacional é autorizada para todos os militares da ativa e da Reserva Selecionada dos Estados Unidos, independentemente do tempo de serviço, sem exigência de serviço no exterior ou em combate, pelos seguintes períodos de tempo: 
| Era                               | De                     | Para                   |
| --------------------------------- | ---------------------- | ---------------------- |
| guerra coreana                    | 27 de junho de 1950    | 27 de julho de 1954    |
| Guerra do Vietnã                  | 1º de janeiro de 1961  | 14 de agosto de 1974   |
| Guerra do Golfo Pérsico           | 2 de agosto de 1990    | 30 de novembro de 1995 |
| Guerra Global contra o Terrorismo | 11 de setembro de 2001 | 30 de dezembro de 2022 |

## Critérios de adjudicação
A Medalha do Serviço de Defesa Nacional (NDSM) é concedida a qualquer um que tenha servido na ativa ou como reservista ativo nas Forças Armadas dos Estados Unidos durante qualquer um dos quatro períodos de tempo especificados. Originalmente, o serviço de componente de reserva durante os períodos de elegibilidade da Coreia e do Vietnã, exceto o pessoal do Componente de Reserva em período integral ou em serviço ativo por mais de 89 dias, não se qualificava para a concessão do NDSM. Isso foi alterado pela Ordem Executiva 13293, assinada em 28 de março de 2003, para incluir o pessoal da reserva selecionada (ou seja, reservistas de perfuração) durante todos os períodos de elegibilidade.
Para o serviço na Guerra do Golfo Pérsico, os membros dos Componentes da Reserva, incluindo a Guarda Nacional, foram inicialmente premiados com o NDSM quando chamados para o serviço ativo, mas isso foi posteriormente expandido para incluir todos os membros da Reserva ou da Guarda Nacional em situação regular na Reserva Selecionada durante o período de elegibilidade.
Para o serviço na Guerra Global contra o Terrorismo, os membros da Reserva Selecionada e da Guarda Nacional precisam apenas estar em situação regular para receber o NDSM e nenhum serviço ativo é necessário. O Inactive Ready Reserve e o Retired Reserve não são elegíveis para receber o NDSM, a menos que sejam chamados para o serviço ativo.
A medalha é autorizada a cadetes e aspirantes nas academias do serviço militar após a prestação de serviço, bem como a pré-comissionados/estagiários nas Escolas de Candidatos a Oficiais ou Escolas de Formação de Oficiais das várias Forças Armadas dos EUA; mas não é concedida a militares afastados ou aposentados que não tenham servido em um dos períodos acima; nem é autorizado para cadetes e aspirantes do Corpo de Treinamento de Oficiais da Reserva em faculdades e universidades que se alistaram na reserva inativa (ou seja, Seção de Reserva Obrigatória ou ORS) durante os períodos de qualificação.
O NDSM ocupa o quarto lugar entre vinte e nove na ordem de precedência das medalhas de serviço. Não há exigência de tempo para a emissão da medalha, o que significa que alguém que ingressa nas Forças Armadas dos Estados Unidos por apenas alguns dias e, em seguida, recebe uma dispensa de nível de entrada, teria tecnicamente direito ao NDSM; na prática, no entanto, os escriturários militares não adicionarão o NDSM em um Formulário DD 214 se o membro do serviço tiver desempenhado o serviço por menos de 90 dias a partir da conclusão de seu treinamento inicial de entrada. Isso explica a omissão da medalha em muitos documentos de separação "não caracterizados" e "de nível básico". Os veteranos que tiverem essa medalha omitida podem solicitar aos departamentos de serviço militar que o NDSM seja adicionado aos registros por meio de um Formulário DD 215 .